# Санту-Антониу-ду-Монти
Санту-Антониу-ду-Монти (порт. Santo Antônio do Monte) — муниципалитет в Бразилии, входит в штат Минас-Жерайс. Составная часть мезорегиона Запад штата Минас-Жерайс. Входит в экономико-статистический  микрорегион Дивинополис. Население составляет 27 534 человека на 2006 год. Занимает площадь 1129,365 км². Плотность населения — 24,4 чел./км².

## История
Город основан 20 января 1758 года.

## Известные уроженцы
- Пинту, Жозе де Магальреш (1909—1996) — министр иностранных дел Бразилии в 1967—1969 годах.

## Статистика
- Валовой внутренний продукт на 2003 год составляет 121 236 243,00 реалов (данные: Бразильский институт географии и статистики).
- Валовой внутренний продукт на душу населения на 2003 год составляет 4722,69 реалов (данные: Бразильский институт географии и статистики).
- Индекс развития человеческого потенциала на 2000 год составляет 0,779 (данные: Программа развития ООН).